# Scandriglia
Scandriglia ist eine Gemeinde mit 3227 Einwohnern (Stand 31. Dezember 2023) in der Provinz Rieti in der italienischen Region Latium.

## Geographie
Scandriglia liegt 60 km nordöstlich von Rom und 29 km südlich von Rieti in den Sabiner Bergen oberhalb des Tals des Farfa.
Zur Gemeinde gehören die Ortsteile Ponticelli Sabino und Santa Maria delle Grazie. Das Gemeindegebiet erstreckt sich über eine Höhendifferenz von 209 bis 1.368 m s.l.m.
Scandriglia ist Mitglied der Comunità Montana dei Monti Sabini.
Der südöstliche Teil des Gemeindegebiets gehört zum Parco Naturale dei Monti Lucretili.
Die Gemeinde befindet sich in der Erdbebenzone 2 (mittel gefährdet).
Die Nachbargemeinden sind Licenza (RM), Monteflavio (RM), Montorio Romano (RM), Nerola (RM), Orvinio, Percile (RM), Poggio Moiano, Poggio Nativo, Pozzaglia Sabina.

### Verkehr
Scandriglia liegt östlich der Via Salaria SS 4, die von Rom über Ascoli Piceno an die Adriaküste bei Porto d’Ascoli führt. Die nächste Autobahnauffahrt ist Roma Nord an der A1 Autostrada del Sole in 28 km Entfernung.
Den nächsten Bahnhof gibt es in Passo Corese an der Regionalbahnstrecke FR1 vom Flughafen Rom-Fiumicino über Rom-Tiburtina nach Orte, in 20 km Entfernung.

## Bevölkerungsentwicklung
| Jahr      | 1861 | 1881 | 1901 | 1921 | 1936 | 1951 | 1971 | 1991 | 2001 |
| --------- | ---- | ---- | ---- | ---- | ---- | ---- | ---- | ---- | ---- |
| Einwohner | 1992 | 2221 | 2647 | 3025 | 2794 | 2712 | 1945 | 2097 | 2426 |

Quelle: ISTAT

## Politik
Lorenzo Ferrante wurde am 26. Mai 2019 zum neuen Bürgermeister gewählt.